# Cizre
Ne doit pas être confondu avec Cize.
Cizre (prononcé [ d͡ʒizɾɛ], Cizîr en kurde) est une ville et un district de province de Şırnak dans la région de l'Anatolie du sud-est en Turquie, située sur les rives du Tigre.
La ville est immédiatement au nord de la frontière entre la Syrie et la Turquie. Le polymathe du XVIIe siècle Katip Çelebi écrit dans son Cihannümâ (tr) que Cizre est le centre de la région du Kurdistan:62.

## Géographie
Avec ses 49,1°C , Cizre détient le record de chaleur de Turquie depuis le 20 juillet 2021.
La ville se situe au nord est de la frontière syrienne et sur la rive est du fleuve Tigre.

## Histoire

### De l'Antiquité auXIXesiècle

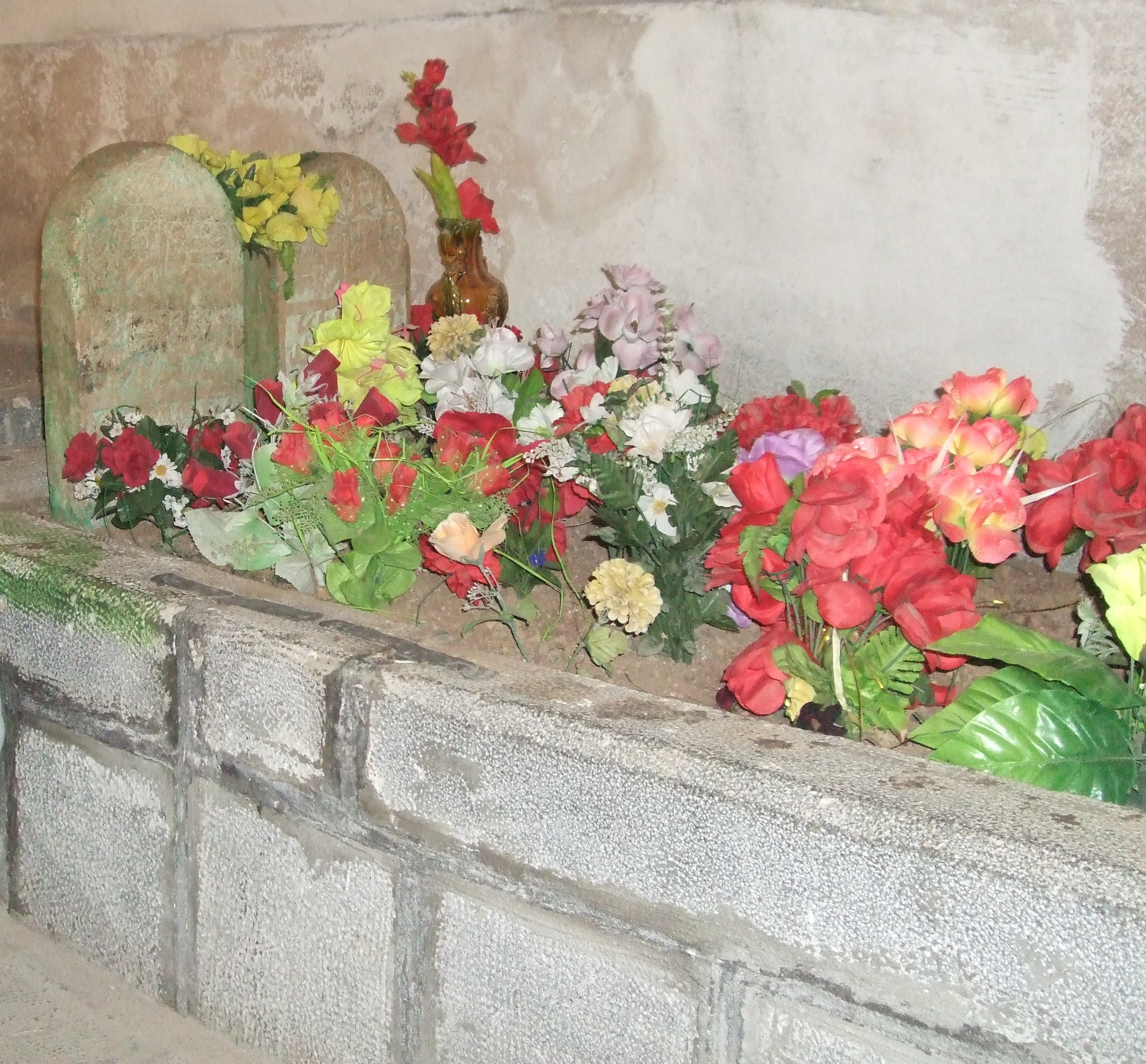
Tombeau de Mem et Zin

Cizre fut autrefois appelé en arabe Gazarta et Jazīrat Ibn ʿUmar (arabe : جَزِيْرَة ٱبْن عُمَر). C'était une ville importante durant la période abbasside et pendant les croisades, car elle était un passage connectant la Haute Mésopotamie au Haut-plateau arménien.
Selon la tradition musulmane locale, Cizre abrite la tombe de Noé, inhumé à cet endroit après le Déluge. Cizre est surtout célèbre dans l'histoire du peuple kurde comme la ville du prince légendaire Mamê Alan, héros du poème épique Mem et Zîn composé par Ahmed Khani en 1692. Le tombeau des deux amoureux, les Roméo et Juliette de la tradition kurde, est toujours visité.
Jusqu'au XIXe siècle, Cizre a été la capitale du principauté de Botan (ou Bohtan) dont le dernier prince fut l'émir Bedirxan Beg de 1841 à 1847.

### Affrontements et destruction partielle en 2015-2016
La ville fait l'objet d'affrontements entre l'État turc et le PKK de septembre 2015 jusqu'au moins au printemps 2016. À la suite de pilonnages et d'incendies, le quartier de Cudi est presque entièrement détruit, et des dizaines d'habitants tués, dont certains brûlés vifs dans les caves,.
En septembre 2015, les forces armées turques assiègent la ville lors de l'opération de Cizre (en) et y déclarent le couvre-feu. L'accès à l'eau et la nourriture est limité pour la population et les personnes blessées sont interdites de recevoir des traitements médicaux professionnels. Le Conseil de l'Europe demande alors l'envoi d'observateurs indépendants dans la ville assiégée. Amnesty International s'inquiète des mesures disproportionnées du gouvernement, coupant l'accès à l'eau, la nourriture et l'électricité à l'ensemble de la population de la ville, ainsi qu'un couvre-feu 24 heures sur 24.
La maire de la ville, Leyla İmret (tr), une jeune Turque d'origine kurde, est démise en septembre 2015 de ses fonctions par le ministère de l'Intérieur pour « incitation à la rébellion armée contre le gouvernement de la Turquie et propagande pour une organisation terroriste ». Le poste était signalé comme toujours vacant en avril 2016 par une photoreporter présente sur les lieux, et l'administration serait assurée de fait par l'État turc.
La ville est de nouveau l'objet d'importants combats en 2016 entre l'armée turque et les forces kurdes, combats qui auraient fait selon les forces armées turques entre une dizaine et une centaine de victimes. Selahattin Demirtaş, représentant du Parti démocratique des peuples (HDP, pro-kurde), parle du massacre de Cizre de 70 à 90 personnes, notamment dans un sous-sol du quartier de Cudi, où la population avait trouvé refuge, attaqué par les tanks. Les corps auraient ensuite été dispersés dans les rues par l'armée. Le centre-ville est bombardé par l'artillerie turque et sa population aurait fui les lieux. 
Le 26 août 2016 à Cizre, un attentat-suicide avec une voiture chargée d'explosifs tue 11 policiers et fait 78 blessés dont 75 policiers et 3 civils. Cet attentat est revendiqué par le PKK.
La ville est occupée par les forces spéciales turques et fait l'objet de couvre-feux récurrents,. Des journalistes du Monde diplomatique déclarent avoir trouvé en entrant dans la ville, en juillet 2016, « un paysage dévasté, des habitants traumatisés et une sécurité aléatoire ».

## Tombeau de Noé
Le tombeau du prophète Noé ou le mausolée de Noé est un mausolée ici, qui est censé contenir la tombe de Noé.